# مقهى بيلي
مقهى بيلي هي رواية صدرت عام ١٩٩٢ للكاتبة الأميركية جلوريا نايلور الحائزة على عدة جوائز، تتكون الرواية من القصص المتشابكة بشكل طليق ومسرود بصيغة المتكلم عن مالكي و رعاة مقهى بيلي الذي على ما يبدو أنها مؤسسة خارقة للطبيعة تدور أحداثها اسميًا في مدينة نيويورك ويمكن العثور على مدخلها من أماكن وأوقات مختلفة.

## ملخص الحبكة والاعدادات
حصل مالك مقهى بيلي الذي لم يذكر اسمه (يُطلق عليه لقب "بيلي") على المقهى بعد عودته من الحرب العالمية الثانية وادعى انه سحري وأنقذه، على الرغم من أن المقهى يقع في مدينة نيويورك وفقًا لرواية نايلور السابقة (ماما داي) إلى أن الرعاة يتجولون فيه من أوقات وأماكن مختلفة. يحتوي المقهى أيضا على باب خلفي يفتح على ما لا نهاية (أو الموت)، إن القصص التي يرويها تشمل قصصه وزوجته نادين بالإضافة إلى قصص العديد من رعاة المقهى الذين يعيشون في برانستون (الحجر البني) قريب بما في ذلك إيف (التي تمتلك الحجر البني في الشارع الذي في الغالب يؤوي النساء الهاربات ويعمل بمثابة بورديلو)، إستر (ضحية الاعتداء الجنسي والعاطفي)، "آنسة مايبل" (ذكر يرتدي ملابس نسائية)، جيسي بيل (ثنائية الجنس مدمنة مخدرات)، ماري (جمالها مشوه ذاتيًا)، مريم (مراهقة معاقة ذهنيًا وحامل وعذراء).هناك قصة خلفية لكل شخص يرويها المالك عندما يدخلون المقهى.
يؤطر بيلي سرد الشخص الأول لكل شخصية باستثناء شخصية واحدة: تفتح نادين القصة وتختتمها قصة مريم (ماري).

## الشخصيات
- "بيلي"- الراوي الرئيسي، محارب سابق في الحرب العالمية الثانية والمالك الاسمي لمقهى بيلي (ليس اسمه الحقيقي) وهو الطباخ.
- نادين- زوجة المالك وكاشير المقهى وهي التي تُشكل قصة مريم.
- غابي- يهودي روسي ومالك متجر الرهان المجاور للمقهى.
- سادي- غاوية ومشردة ومدمنة كحول وهي أيضًا وفقًا لبيلي "سيدة"، أُجبرت سادي على الدعارة في سن الثالثة عشر ثم تزوجت رجل فقير أكبر منها بثلاثين عاماً، بعد وفاته عادت إلى الدعارة واعتقلت وفقدت منزلها وتم طردها في نهاية المطاف من ملجأ للنساء لأنها لن تأخذ صناديق المساعدات العامة، تتجول في مقهى بيلي من الجانب الجنوبي لشيكاغو، عندما يطلب رجل الثلج من سادي الصامتة في الغالب الزواج منه وترفض، معتقدة أنها ستجلب له الألم فقط.
- رجل الثلج- يعمل حول مقهى بيلي لتوصيل الثلج، يقترح الزواج من سادي لكنها ترفضه.
- إيف- سابقًا كانت بلا مأوى وتمتلك بروانستون (الحجر البني) في الشارع الذي في الغالب يأوي النساء الهاربات وبمثابة ملجأ للدعارة الذي تعيش فيه الشخصيات الرئيسية (بدون الراوي وزوجته).
- إستير - ضحية الاعتداء الجنسي والاعتداء العاطفي.
- ماري-جمالها مشوه ذاتيًا.
- جيسي بيل- ثنائية الجنس ومدمنة مخدرات "امرأة ساقطة".
- "مريم" (ماري)- ١٤ عامًا معاقة عقلياً وعذراء حامل وهي من الديانة اليهودية وتحمل الجنسية الأثيوبية، هي أيضاً ضحية تشويه الأعضاء التناسلية (استئصال البظر)، عندما تتجول في متجر الرهن الخاص باجايب يأخذها مباشرةً إلى بيلي، على الرغم من أن الرجلان لا يتفقان إلا أن مريم تعيش مع ايف.

- " السيدة مايبل" (ستانلي بيكوورث بوكر ت. واشنطن كارفر: لم يتم إعطاء لقب)- ذكر يرتدي ملابس نسائية و معارض الخدمات العسكرية قضى فترة في السجن لرفضه القتال، السيدة مايبل لديها شهادة الدكتوراه المتخصصة في تحليلات التسويق لكنها تعمل كمدبرة منزل وحارسة لايف. ولدت لعائلة أمريكية ثرية وقوية من أصل أفريقي في جنوب كاليفورنيا، جاءت السيدة مايبل الى بيلي بعد العديد من المحاولات الفاشلة للعثور على عمل في مجاله بدأ يرتدي ملابس نسائية، يفترض أنه بسبب الحرارة.

ملاحظة: لا أحد من الشخصيات لدية لقب، يتم تقديم جميع الشخصيات على أنها أمريكية من أصل أفريقي. باستثناء غابي (وهو يهودي) ومريم (وهي أفريقية).

## المواضيع
أوضحت نايلور في مقابلة مع صحيفة سياتل تايمز ان " الموضوع الأساسي (لمقهى بيلي) هو كيف يُعرف الناس الانثوية والجنسية الانثوية" وكيف تم إلقاء النساء في الأدوار الجنسية منذ ظهور حواء. "بالتالي، فإن الضيوف في منزل إيف لا يتناسبون الى "تسميات جنسية سهلة" المستخدمة للسيطرة على أجساد النساء، موضعًا آخر داخل مقهى بيلي هو مجموعة من الصدمات الجماعية والفردية خلال الحرب العالمية الثانية، يشير بيلي إلى مواقع المعركة الرئيسية المختلفة على سبيل المثال غوام وبيرل هاربور واليابان وغيرها من التلميح إلى حقيقة أن العنف كان تجربة اجتماعية من شخصيات متعددة وعامةً للسكان الأمريكيين أثناء الحرب.
مقهى بيليي هي أول رواية لنايلور وتُسلط الضوء على الشخصيات الذكورية، مالك المقهى "بيلي" يؤطر قصص الرعاة بتعليقه المستمر كما يسرد قصة مغازلته لزوجته نادين، بالإضافة إلى ذلك السيدة مايبل "ذكر يتوشح بملابس نسائية” وهو مربي وحارس منزل يروي قصته ولماذا بدأ بارتداء الفساتين، تم تفسير هذا التحول في الاهتمام الزائد لنايلور بقصص النساء كما أنها ترغب "بوصف نوع مختلف من الهوية الذكورية وكذلك… لغرس علاقة مختلفة مع شخصياتها الذكورية".

## الاستقبال النقدي
لقد استقبل نقاد مقهى بيلي استقبالًا جيد الذي يُشار إليه احياناً على أنه مجموعة من القصص القصيرة المتشابكة.

## الاقتباس
عملت قلوريا نايلور مع المخرجة نوفيلا نيلسون لتكييف مقهى بيلي على المسرح، تم إنشاء مسرحية مقهى بيلي بواسطة مسرح هارتفورد في آذار (مارس) و نيسان (ابريل) عام ١٩٩٤ ميلادي.

## المزيد من المراجع
- إد شارون فيلتون وميشيل سي لوريس. كونيتيكت: غرينوود برس، 1997,194-99.[1]مونتغمري، ماكسين إل. “ "السلطة وتعدد الأصوات والنظام العالمي الجديد في مقهى غلوريا نايلور بيلي"”. مراجعة الأمريكيين من أصل أفريقي 29.1 (1995): 27-33. أعيد طبعه في الرد النقدي على غلوريا نايلور. إد.
- الصفحة، فيليب. "العيش مع الهاوية في مقهى جلوريا نايلور بيلي" مجلة CLA 40.1 (سبتمبر 1996): 21-45. أعيد طبعه في الرد النقدي على غلوريا نايلور. إد. شارون فيلتون وميشيل سي لوريس. كونيتيكت: مطبعة غرينوود، 1997. 225-39.
- براون، إيمي بنسون. اطلع عليه بتاريخ 05 ديسمبر 2018."الكتابة إلى المنزل: الكتاب المقدس ومقهى غلوريا نايلور بيلي". التدبير المنزلي: الكاتبات والسياسة والشعر المنزلي. إد. كاثرين وايلي وفيونا بارنز. نيويورك: جارلاند، 1996. 23–42.
- بوهلر، دوروثيا. “ "تحت السطح: الحياة الجنسية الأنثوية في مقهى غلوريا نايلور بيلي. أمريكانستوديان/ الدراسات الأمريكية 56.3 (2011): 425-448.
- ديبيس، أنجيلا. اطلع عليه بتاريخ 05 ديسمبر 2018. «مقهى غلوريا نايلور بيلي: قراءة مذعورة لأقارب بيلي». الاستجابة النقدية لغلوريا نايلور.
- روميل، كاثرين. “من ستانلي إلى ملكة جمال القيقب: تعريف للرجولة في مقهى بيلي في غلوريا نايلور”. التنوع: مجلة قضايا التعددية الثقافية 2 (1994): 90-96.
- شنايدر، كارين. "شعرية غلوريا نايلور عن التحرر: (هـ) دمج الإمكانات (الداخلية) في مقهى بيلي" كيلي، مارجوت آن، أد. روايات غلوريا نايلور المبكرة. غينزفيل: مطبعة جامعة فلوريدا، 1999. 1-20.
- شافانيل، سيلفي. " "مقهى غلوريا نايلور بيلي: البلوز وما بعده."" الدراسات الأمريكية الدولية 36.2 (1998): 58-73.
- طومسون، دوروثي بيري. "مراجعة المرأة الأفريقية في يوم ماما لغلوريا نايلور ومقهى بيلي" كيلي، مارجوت آن، أد. روايات غلوريا نايلور المبكرة. غينزفيل: مطبعة جامعة فلوريدا، 1999. 1-20. 89-111.
- ناش، ويليام ر. “تم تحديد الحلم: مقهى بيلي وإعادة بناء الهويات الثقافية الأمريكية>. إد. شارون فيلتون وميشيل سي لوريس. كونيتيكت: مطبعة غرينوود، 1997. 211-225.
- ويت، مارجريت. "مقهى بيلي كحانة رياضية، أو لماذا تحتاج لعبة البيسبول إلى محطة طريق" كالالو 23.4 (خريف 2000):1464–1474.
- وود، ريبيكا. “‘ مثلان متحاربان في جسم مظلم واحد: العالمية والقومية في مقهى غلوريا نايلور بيلي “المراجعة الأمريكية الأفريقية 30.3 (خريف 1996): 381-95. أعيد طبعه في الرد النقدي على غلوريا نايلور. إد. شارون فيلتون وميشيل سي لوريس. كونيتيكت: مطبعة غرينوود، 1997. 240-52.